# Johann Holtrop
Johann Holtrop. Abriss der Gesellschaft ist ein Roman des deutschen Schriftstellers Rainald Goetz aus dem Jahr 2012. Er wurde als Schlüsselroman über den deutschen Manager Thomas Middelhoff interpretiert.

## Handlung
Der Roman, der von einem Er-Erzähler im Präteritum erzählt wird, schildert Aufstieg und Fall des Spitzenmanagers Dr. Johann Holtrop in den 2000er Jahren, der auf dem Höhepunkt seiner raschen Karriere Vorstandsvorsitzender eines internationalen Medienkonzerns, der Assperg AG, wird. 
Holtrop wird als narzisstisch-egomanischer Tatmensch gezeichnet. Holtrop gefällt die große Geste und er interessiert sich wenig für betriebswirtschaftliche Erfordernisse. So sind seine kommunikative Durchsetzungskraft und kapriziösen Auftritte einerseits die Steigbügel seines persönlichen Erfolgs, andererseits schließlich Gründe seines tiefen Falls. Die Figur des Johann Holtrop wird aus einer Haltung von Ablehnung und Ekel beschrieben, wobei sie gelegentlich eine gewisse Faszination nicht ausschließt. Der Erzähler beschreibt Holtrops Denken folgendermaßen: „Das war Holtrops Hauptidee: mehr Glück für alle. Mehr Arbeit, mehr Glück, mehr Geld. Durch weniger Frechheit und mehr Freiheit käme es zu weniger Unglück und zu mehr Freude an der Arbeit.“ Als Vorstandsvorsitzender macht sich Holtrop „zwangsläufig Gedanken über das, was Arbeit ausmacht und bewirkt.“
Neben der Handlung um Holtrop ist der Roman zugleich ein zeitdiagnostisches Gesellschaftspanorama der Nullerjahre, wie es im doppeldeutigen Untertitel Abriss der Gesellschaft anklingt. So werden Entwicklungen und Ereignisse wie etwa der Zusammenbruch der New Economy Anfang der Nullerjahre oder die erste rot-grüne Bundesregierung und insbesondere die deutsche Medienbranche rekapituliert und bewertet. Hierbei treten in dem Roman zahlreiche real existierende Personen des Zeitgeschehens auf oder Figuren, deren Ähnlichkeit mit real existierenden Personen offensichtlich ist.

## Romanfiguren und Namen

### Johann Holtrop
Den Namen Johann Holtrop verwendet Goetz bereits in seinem Buch Loslabern (2009) („einer meiner vielen Vorurgroßväter und der Erfinder des sogenannten Heliotrons“). Als Vorbild für Holtrop wurde von zahlreichen Medien der Manager Thomas Middelhoff genannt, der Vorstandsvorsitzender verschiedener Konzerne war und ab 2016 eine Haftstrafe wegen Steuerhinterziehung verbüßte. Der Nachname Holtrop wurde mit dem Unternehmensberater Thomas Holtrop in Verbindung gebracht, der 2005 an die Spitze der Reisefirma Thomas Cook kam, die damals zu dem von Middelhoff geleiteten Konzern Arcandor und der Lufthansa gehörte. Middelhoffs Name wird im Roman nicht genannt. Holtrop nimmt das bis 2006 hergestellte stimulierende Medikament Tradon.

### Figurenregister
Auf dem Einband der Taschenbuchausgabe ist ein Register mit Figuren des Romans abgedruckt, das in drei Abschnitte unterteilt und hier wiedergegeben ist:
Krölpa
- Arrow PC Assperg Krölpa, Mereo Dienste, Securo
- Thewe: Chef Arrow PC
- Sprißler: Sicherheitschef
- Blaschke: Großjustitiar
- Meyerhill: Chef Securo
- Poggart: Clean Impact
- Henze: Putzhilfe
- Dobrudsch: Putzfachkraft
- Duhm: Bessemer Consult
- Drabic: Außendienst

Schönhausen
- Assperg AG: Stammsitz
- Dr. Johann Holtrop
- Pia Holtrop: Ehefrau
- Salger: Berater Berag
- Fr. Rösler: Büro Holtrop
- Dirlmeier: pers. Referent
- Riethuys: Bürochef
- Terek: Fahrer

Welt
- Leffers: Public Sword Berlin
- Magnussen: Hongkong
- Bodenhausen: Privatier Wien
- Maschinger: PR Stuttgart
- Bauer: Bankchef Frankfurt
- Hombach: der Nachfolger
- Zischler: sein Konkurrent
- Mack: Finanzimpresario Köln
- Frl. Zegna: Die Woche
- Schmidt: Der Spiegel
- Prütt: Kunstmaler Kassel
- Binz: Binz Medien München
- Trude Gosch: Gosch AG
- Gabriele Heinzen: Lanz AG

### Reale Namen von Personen und Unternehmen
Neben den fiktiven Figurennamen erwähnt der Roman zahlreiche Namen realer Personen, die hier in ihrer Schreibweise aufgelistet sind: Dobrindt, Mappus, Döring, Heil, Schumpeter, Rommel, Adolf Sauerland, Thomas Struth, Joschka Fischer, Hombach, André Heller, Dr. Morell, Rudolf Scharping, Peter Gauweiler, Bernie Madoff (geschrieben „Maddoff“), Traugott Buhre, Augstein, Gräfin Dönhoff, Siegfried Unseld, Jenny Gröllmann, Helmut Schmidt. Zahlreiche Namen fiktiver Figuren sind an Namen realer Unternehmen angelehnt, etwa Leffers, Gosch, Zegna und Sennheiser.

### Werktitel und Autoren
Der Roman erwähnt zahlreiche Anspielungen auf Werktitel. Das fiktive Werk des Künstlers Neo Rauch An der Zeitmauer ist nach einem Buch von Ernst Jünger benannt. Der Roman verwendet als Formulierungen abgewandelte Werktitel, etwa die „Legitimität der Neuzeit“ (Hans Blumenberg), „Schimmernder Dunst“ (Anspielung auf Schimmernder Dunst über CobyCounty von Leif Randt), „Alles ist erleuchtet“ (Jonathan Safran Foer), „Es gibt kein richtiges Leben im Denken“ (Anspielung auf das Zitat „Es gibt kein richtiges Leben im Falschen“ aus dem Buch Minima Moralia von Theodor W. Adorno), „Die Bezahlbarkeit der Welt“ (Anspielung auf Die Lesbarkeit der Welt von Blumenberg). Die Formulierung „beschmutzt, bespuckt und ausgebuht“ bezieht sich auf Max Goldts Buch Ungeduscht, geduzt und ausgebuht (1988). Holtrop liest Hegel. Die von Leffers geführte Agentur Public Sword wird bereits in Goetz’ Buch Dekonspiratione (2000) erwähnt. Ihr Name bezieht sich auf die Metapher des „public sword“ im Werk The Commonwealth of Oceana (1656) von James Harrington.

### Orte und Institutionen
Die Zentrale der Assperg AG liegt im fiktiven westdeutschen Schönhausen, ihre ostdeutsche Filiale im thüringischen Krölpa. Nach seinem Zusammenbruch in Paris wird Holtrop in die Salpêtrière eingewiesen. Seine Frau Pia hat ein Studium am Berliner Szondi-Institut absolviert, an dem Goetz 2012 eine Gastprofessur hatte.

## Deutungen realer Bezüge
Der Wirtschaftsjournalist und Autor Rüdiger Jungbluth beschrieb in der Zeit das Verhältnis der Romanfiguren zu realen Personen. Der Unterschied zwischen Holtrop und Middelhoff bestehe im Umgang mit dem Scheitern: „während sich der echte Thomas Middelhoff von Ermittlungen, Gerichtsverfahren und nicht unerheblichen Finanzproblemen die gute Laune bis heute nicht verderben lässt, wählt sein literarisches Alter Ego einen Abgang, der an das Ende des gescheiterten Milliardärs Adolf Merckle erinnert.“ Die Handlung des Romans enthalte „Versatzstücke aus dem Mannesmann-Prämien-Skandal, dem Siemens-Schmiergeld-Komplex und den HSH-Nordbank-Intrigen“. Die Figur des PR-Unternehmers Maschinger spiele auf den PR-Berater Moritz Hunzinger an, da beide Rudolf Scharping nahestehen. Der Name ähnelt dem des Vermögensverwalters Carsten Maschmeyer. Die Figur des Vermögensverwalters Mack spielt auf Josef Esch an, der Middelhoff beriet. Die Beschreibung des Medienunternehmers Messmer mit einer beachtlichen Körpergröße erinnere an Springer-Vorstandschef Mathias Döpfner in seinen frühen Jahren. Das Verlegerehepaar Assperg wurde mit Reinhard und Liz Mohn in Verbindung gebracht, die Ehefrau Kate Assperg außerdem mit der Ehefrau des Verlegers Siegfried Unseld, Ulla Unseld-Berkéwicz verglichen.
Middelhoff, an den die Hauptfigur des Johann Holtrop angelehnt ist, wurde 2019 in der Literarischen Welt zum Roman interviewt. Er gab an, ihn nicht gelesen zu haben, kritisierte jedoch Goetz dafür, kein Gespräch mit ihm gesucht zu haben. Er habe dadurch nur einen Blick von außen erhalten. Middelhoff veröffentlichte nach seinem Gefängnisaufenthalt selbst mehrere autobiografische Bücher.

Sebastian Hammelehle wies im Spiegel auf die verschlüsselte Darstellung eines Konflikts zwischen FAZ-Herausgeber Frank Schirrmacher und Springer-Chef Mathias Döpfner hin. Der Verleger einer seit „Jahrzehnten vergeblich um Seriosität bemühten“ Zeitung namens „Der Tag“ wird vom mächtigen Chefredakteur der Konkurrenz unter Drohungen bedrängt, einen Mitarbeiter zu entlassen, weil der in einer Weise über des Chefredakteurs Freundin geschrieben hatte, die den bis aufs Blut gereizt habe. Die Passage bezieht sich auf eine Sonderbeilage der Welt am Sonntag zur Frankfurter Buchmesse 2005. Sie enthielt einen Text über Schirrmacher, der dessen Lebensgefährtin Rebecca Casati ein Zitat ihrer männlichen Romanfigur („Ich ficke mich einmal durchs Alphabet“) in den Mund legte. Die Ausgabe wurde nach Schirrmachers Intervention aus dem Verkehr gezogen und ein Redakteur entlassen. Eine weitere Passage über einen Therapieaufenthalt Holtrops spielt auf Schirrmachers Namen sowie den von ihm als FAZ-Blogger engagierten, am Tegernsee lebenden Rainer Meyer alias Don Alphonso und die Donkosakenchöre an:
Am Sonntag gab es zur Einübung in den Weltkontakt die Möglichkeit, zu dem von der CSU-Seniorengruppe Tegernseebund im Vorraum der Gesundwassertrinkhalle veranstalteten Kurkonzert zu gehen, wo die sogenannten Donalfonskosaken beliebte Melodien von Gunther Gabriel und Heiner Schirner-Schlaffer spielten. Holtrop ging nur einmal hin. (S. 302)
Andreas Platthaus bezeichnete die Anspielung in der FAZ als „albern“.

## Rezeption
Der Roman erhielt zahlreiche Rezensionen und stieß in der Kritik auf ein gemischtes Echo. Viele Rezensenten interpretierten den Text als Schlüsselroman, der sich an reale Personen aus Wirtschaft, Politik und Medien anlehne.
Im Februar 2023 wurde am Schauspiel Köln von Stefan Bachmann eine adaptierte Fassung auf die Bühne gebracht, die seit Herbst 2024 leicht adaptiert am Wiener Burgtheater gezeigt wird. In der Fassung von Bachmann und Lea Goebel war sie im Frühjahr 2024 am Theater Paderborn aufgeführt worden.

## Ausgaben und Übersetzungen
Buch
- Johann Holtrop: Abriss der Gesellschaft. Roman ; [Schlucht 3 ; und müsste ich gehen in dunkler Schlucht, VI], Berlin: Suhrkamp 2012, ISBN 3-518-46512-0.
  - Johann Holtrop: afbraak van de maatschappij , roman [dal 3 ; al ging ik ook door een donker dal, IV], übers. von Willy Hemelrijk, Amsterdam: Leesmagazijn 2014, ISBN 	978-94-91717-15-4
  - Johann Holtrop: ascesa e declino, übers. von Stefano Jorio Roma: Fazi Editore, 2016, ISBN 978-88-7625-943-2.

Hörspiel
- 2013: Johann Holtrop, dramatisierte Lesung, Regie: Leonhard Koppelmann. BR Hörspiel und Medienkunst 2013. CD: intermedium rec., ISBN 978-3943157581. Online im BR Hörspielpool: Teil 1, Teil 2.